# Tina Teržan
Tina Teržan, slovenska ekonomistka in političarka, * 4. februar 1965, Jesenice.
Diplomirala je iz ekonomije, se najprej zaposlila v podjetju Alpetour, potem pa v državni upravi, kjer je vodila investicijske projekte. Od leta 2009 do 2011 je bila državna sekretarka na ministrstvu za javno upravo. Na državnozborskih volitvah leta 2011 je kandidirala na listi Zaresa. Bila je namestnica generalnega sekretarja na Ministrstvu za pravosodje in od 2023 nepoklicna podžupanja v Občini Škofja Loka, kjer se posveča okolju in urbanizmu. V mladosti je bila je tabornica, odbojkarica in amaterska gledališka igralka.